# Чулпан (Міякинський район)
Чулпан (рос. Чулпан, башк. Сулпан) — присілок у складі Міякинського району Башкортостану, Росія. Входить до складу Сатиєвської сільської ради.
Населення — 24 особи (2010; 34 в 2002).
Національний склад:
- башкири — 94%